# Вачамъяма

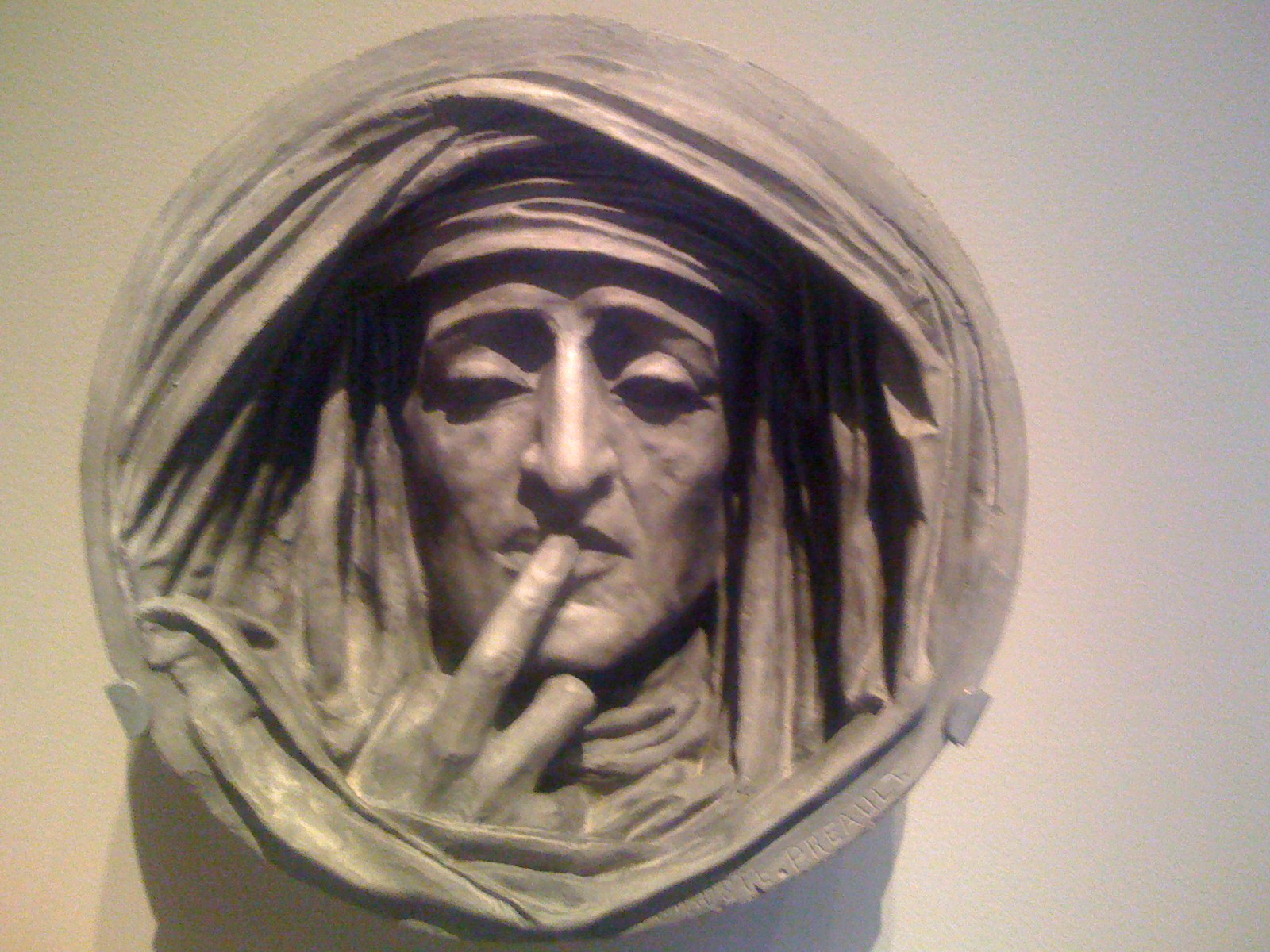

Вачамъяма (санскр. вачам - речь, яма - остановка ) — обет молчания. 
Вачамъямуду (телугуవచంయముడు) или джахну — отшельник, давший обет молчания.
Обет молчания является крайней формой обета воздержания от лжи, так как предполагается, что любое общение приводит к вольному или невольному произнесению неправды. Обет молчания может быть временным или бессрочным. Временный обет часто является одним из условий участия в буддийских ритритах. В частности на ритритах випассаны Гоенка. Известность снискали также длительные индивидуальные вачамъямы Мехер Бабы.